# 5162 Piemonte
Az 5162 Piemonte (ideiglenes jelöléssel 1982 BW) a Naprendszer kisbolygóövében található aszteroida. Edward L. G. Bowell fedezte fel 1982. január 18-án.